# Heliotropium bullockii
Heliotropium bullockii är en strävbladig växtart som beskrevs av B. Verdcourt. Heliotropium bullockii ingår i Heliotropsläktet som ingår i familjen strävbladiga växter. Inga underarter finns listade i Catalogue of Life.